# 国鉄タキ5950形貨車
国鉄タキ5950形貨車（こくてつタキ5950がたかしゃ）は、かつて日本国有鉄道（国鉄）及び1987年（昭和62年）4月の国鉄分割民営化後は日本貨物鉄道（JR貨物）に在籍した私有貨車（タンク車）である。

## 概要
本形式は、フタル酸ジオクチル専用の35t積タンク車として1964年（昭和39年）4月11日から1970年（昭和45年）10月2日にかけて3ロット3両（タキ5950 - タキ5952）が富士重工業（1両）、新潟鐵工所（2両）の2社で製作された。
本形式の他にフタル酸ジオクチルを専用種別とする形式には、タ3000形（2代）（8両）、タム7800形（3両）の2形式が存在した。
落成時の所有者は花王石鹸、日本石油輸送の2社でありそれぞれの常備駅は神奈川臨海鉄道浮島線の末広町駅、名古屋臨海鉄道南港線の名古屋南港駅（現在の名古屋南貨物駅）であった。
1980年（昭和55年）8月13日に花王石鹸所有の2両（タキ5950・タキ5951）が日本石油輸送へ名義変更され、常備駅は名古屋南港駅へ移動した。
タンク体は普通鋼（一般構造用圧延鋼材SS41、現在のSS400）製のドーム付き直円筒型であり、荷役方式はタンク上部にある マンホールまたは液入管からの上入れ、吐出管からの下出し方式である。
車体色は黒、寸法関係は全長は12,800mm、全幅は2,500mm、全高は3,830mm、台車中心間距離は8,700mm、実容積は35.5m3、自重は16.9t - 17.7t、換算両数は積車5.5、空車1.8であり、台車はベッテンドルフ式のTR41Cである。
1987年（昭和62年）4月の国鉄分割民営化時には全車の車籍がJR貨物に承継され、1995年（平成7年）度末時点では全車健在であったが、1999年（平成11年）8月に最後まで在籍した2両（タキ5950・タキ5952）が廃車となり同時に形式消滅となった。

### 年度別製造数
各年度による製造会社と両数、所有者（落成時の社名）は次のとおりである。
- 昭和39年度 - 2両
  - 富士重工業 1両 花王石鹸（タキ5950）
  - 新潟鐵工所 1両 花王石鹸（タキ5951）
- 昭和45年度 - 1両
  - 新潟鐵工所 1両 日本石油輸送（タキ5952）